# Linas
Cet article possède un paronyme, voir Lina's.
Linas (prononcé [linas]  ou [lina]) est une commune française située à vingt-six kilomètres au sud-ouest de Paris dans le département de l'Essonne en région Île-de-France.
Ses habitants sont appelés les Linois.

## Géographie

### Situation

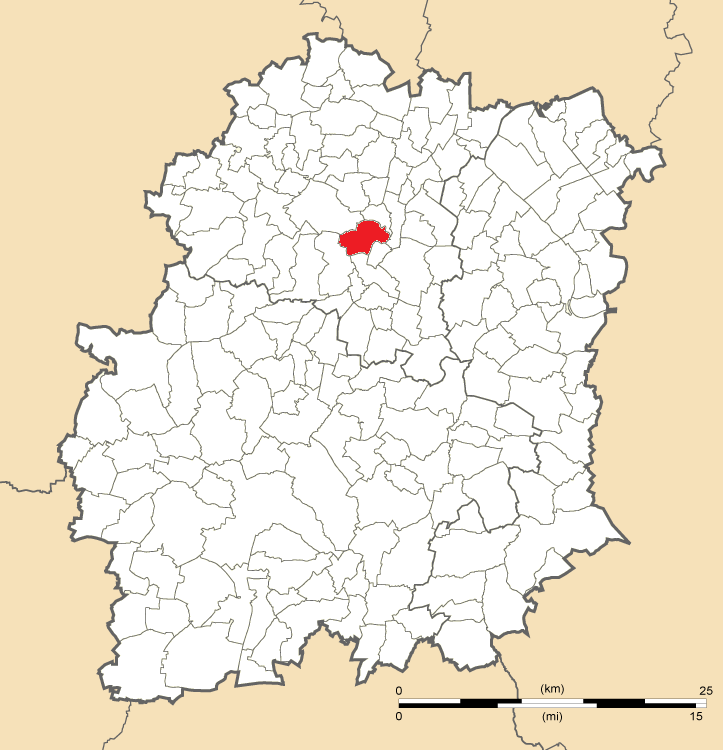
Position de Linas en Essonne.

Linas est une commune située dans le département de l'Essonne, au sud de l’Île-de-France. Elle est implantée au carrefour de la route de Paris à Orléans (RN 20) et de la Francilienne (N 104). Ces axes routiers reçoivent de grands flux de circulation, ayant un impact important sur la commune. Le territoire se présente donc comme un espace fragmenté en raison de la présence d’infrastructures routières constituant de véritables barrières physiques et partageant le territoire. Le territoire de Linas se situe dans la région du Hurepoix.
Linas est située à vingt-six kilomètres au sud-ouest de Paris-Notre-Dame, point zéro des routes de France, treize kilomètres à l'ouest d'Évry, neuf kilomètres au sud-est de Palaiseau, un kilomètre au sud de Montlhéry, cinq kilomètres au nord d'Arpajon, quinze kilomètres au nord-ouest de Corbeil-Essonnes, dix-sept kilomètres au nord-ouest de La Ferté-Alais, vingt-deux kilomètres au nord-est de Dourdan, vingt-quatre kilomètres au nord-est d'Étampes, vingt-neuf kilomètres au nord-ouest de Milly-la-Forêt.

### Hydrographie

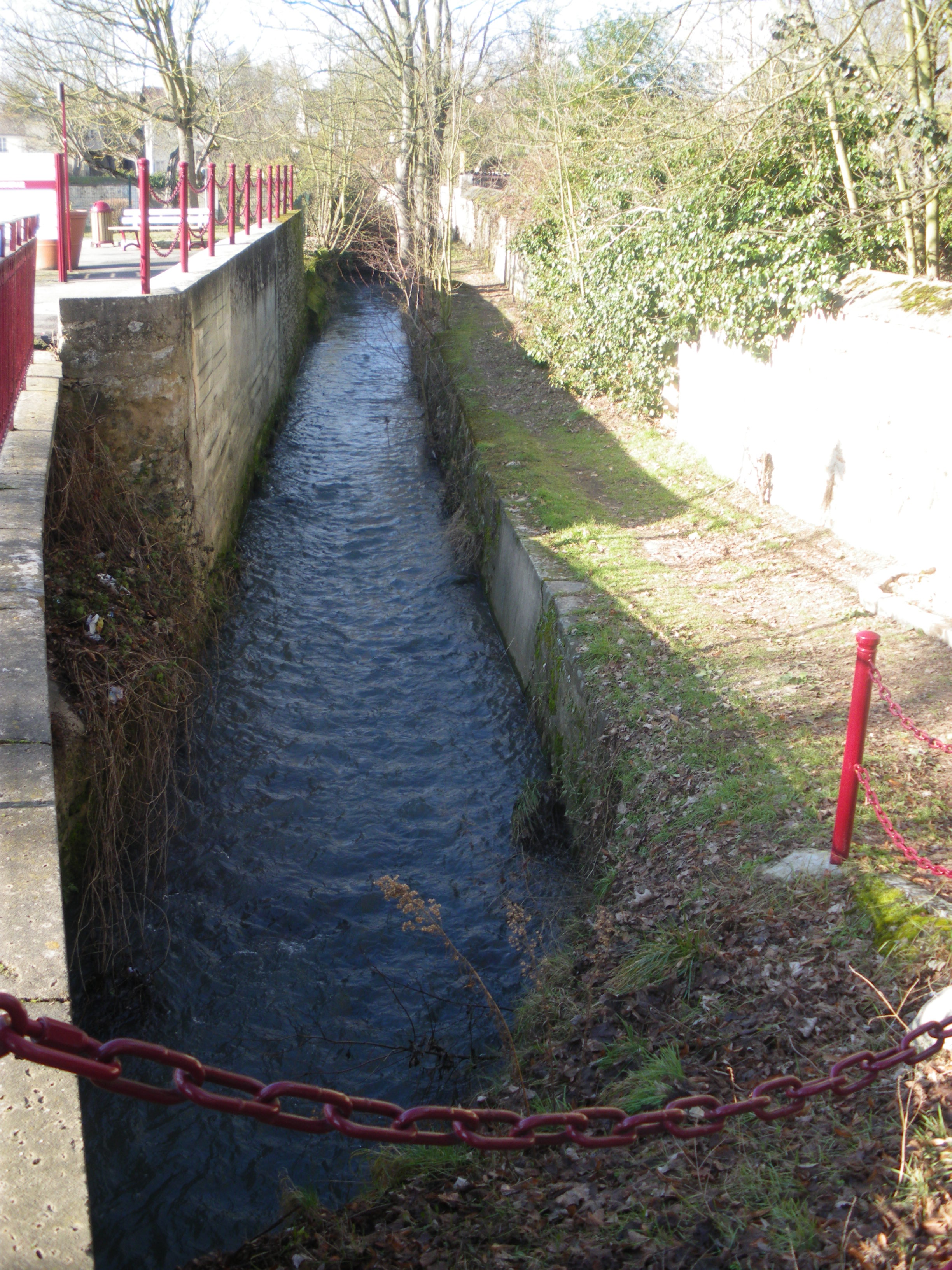
La Sallemouille à Linas.

La commune est arrosée par la Salmouille qui rejoint plus bas la vallée de l'Orge. La Sallemouille est également appelée Buisson ou Buthion dans des titres du Moyen Âge.

### Relief et géologie
Son relief est relativement accidenté, l’altitude variant de soixante mètres à cent soixante mètres.

### Communes limitrophes
| Marcoussis  | Montlhéry                 | Longpont-sur-Orge |
|             | Linas                     |                   |
| Ollainville | Saint-Germain-lès-Arpajon | Leuville-sur-Orge |

### Voies de communication et transports
Les lignes de bus desservant la commune sont DM 9, DM 13, DM 151, DM 153, DM 154, ligne 91.05.

### Climat
Pour des articles plus généraux, voir Climat de l'Île-de-France et Climat de l'Essonne.
En 2010, le climat de la commune est de type climat océanique dégradé des plaines du Centre et du Nord, selon une étude du CNRS s'appuyant sur une série de données couvrant la période 1971-2000. En 2020, Météo-France publie une typologie des climats de la France métropolitaine dans laquelle la commune est exposée à un climat océanique altéré et est dans la région climatique Sud-ouest du bassin Parisien, caractérisée par une faible pluviométrie, notamment au printemps (120 à 150 mm) et un hiver froid (3,5 °C).
Pour la période 1971-2000, la température annuelle moyenne est de 11,2 °C, avec une amplitude thermique annuelle de 15,3 °C. Le cumul annuel moyen de précipitations est de 691 mm, avec 11 jours de précipitations en janvier et 7,9 jours en juillet. Pour la période 1991-2020, la température moyenne annuelle observée sur la station météorologique la plus proche, située sur la commune de Brétigny-sur-Orge à 4 km à vol d'oiseau, est de 11,9 °C et le cumul annuel moyen de précipitations est de 628,9 mm,. Pour l'avenir, les paramètres climatiques de la commune estimés pour 2050 selon différents scénarios d'émission de gaz à effet de serre sont consultables sur un site dédié publié par Météo-France en novembre 2022.
| Mois                                  | jan.           | fév.           | mars            | avril         | mai             | juin           | jui.           | août           | sep.           | oct.            | nov.            | déc.             | année      |
| ------------------------------------- | -------------- | -------------- | --------------- | ------------- | --------------- | -------------- | -------------- | -------------- | -------------- | --------------- | --------------- | ---------------- | ---------- |
| Température minimale moyenne (°C)     | 1,7            | 1,5            | 3,6             | 5,7           | 9,2             | 12,5           | 14,4           | 14,1           | 11             | 8,2             | 4,5             | 2,2              | 7,4        |
| Température moyenne (°C)              | 4,5            | 5              | 8,1             | 10,9          | 14,5            | 17,9           | 20,2           | 20             | 16,4           | 12,4            | 7,7             | 4,9              | 11,9       |
| Température maximale moyenne (°C)     | 7,2            | 8,5            | 12,6            | 16,2          | 19,8            | 23,4           | 26             | 25,9           | 21,8           | 16,6            | 10,9            | 7,6              | 16,4       |
| Record de froid (°C) date du record   | −20,6 08.01.10 | −17 23.02.1963 | −10,7 13.03.13  | −4,7 11.04.03 | −1,9 07.05.1957 | 1,4 05.06.1991 | 3,8 01.07.1960 | 3,7 28.08.1974 | 0,2 17.09.1971 | −4,5 29.10.1985 | −9,6 24.11.1998 | −16,4 29.12.1964 | −20,6 2010 |
| Record de chaleur (°C) date du record | 15,8 27.01.03  | 20,2 27.02.19  | 25,3 25.03.1955 | 29,4 20.04.18 | 32 28.05.17     | 37,3 18.06.22  | 42 25.07.19    | 39,7 06.08.03  | 35,4 08.09.23  | 30,3 01.10.1985 | 22,1 07.11.15   | 16,8 17.12.15    | 42 2019    |
| Précipitations (mm)                   | 48,2           | 44,9           | 45              | 44,6          | 61,4            | 55,6           | 53,1           | 57,7           | 48,6           | 52,6            | 54,5            | 62,7             | 628,9      |

## Urbanisme

### Typologie
Au 1er janvier 2024, Linas est catégorisée grand centre urbain, selon la nouvelle grille communale de densité à sept niveaux définie par l'Insee en 2022.
Elle appartient à l'unité urbaine de Paris, une agglomération inter-départementale regroupant 407  communes, dont elle est une commune de la banlieue,,. Par ailleurs la commune fait partie de l'aire d'attraction de Paris, dont elle est une commune du pôle principal,. Cette aire regroupe 1 929 communes,.

### Lieux-dits, écarts et quartiers
Le plateau de Saint-Eutrope et les coteaux boisés, situé au sud-ouest de la commune, est occupé par l'autodrome de Linas-Montlhéry ainsi que par des espaces boisés et culmine à 140 mètres d’altitude. La butte de Montlhéry, située au nord, en dehors des limites communales, marque le paysage tout en donnant une identité au site. C’est un repère visible dans le faisceau des vues de la RN 20 et de la Francilienne. La vallée de la Salmouille représente, du nord-ouest vers le sud-est, d’amont en aval, un talweg relativement large, qui s’élargit en rejoignant l’Orge. En prolongement de la plaine légumière de Marcoussis, la vallée apparaît à cet endroit comme un large corridor privilégié pour l’agriculture.

### Occupation des solssimplifiée
Le territoire de la commune se compose en 2017 de 49,2 % d'espaces agricoles, forestiers et naturels, 7,24 % d'espaces ouverts artificialisés et 43,46 % d'espaces construits artificialisés.

## Toponymie
Linais, Limaias en 936, Linæ, Linays, Linax en 1384.
Le nom de la ville viendrait du lin, qui y aurait été cultivé,.
Le lieu était auparavant appelé Linais, il fut cité en 936 dans une charte de Louis IV.
La commune fut créée en 1793 sous le nom de Linois, l'orthographe actuelle fut introduite en 1801 dans le bulletin des lois.

## Histoire
Un aspect particulier de Linas est sa position sur un axe de circulation très passager de longue date. De nos jours appelé la N 20, cette voie reliant Paris à Étampes et au-delà à Orléans ou à Pithiviers suit à peu près la route de la Gaule pré-romaine desservant les mêmes villes ; les romains ne firent qu'en reprendre le tracé,. C'est aussi une partie de la via Turonensis, branche la plus septentrionale du chemin de Compostelle en France.

### Antiquité
Des fouilles sous et autour de l'église de Linas ont révélé une nécropole datant du Bas-Empire romain (IIIe siècle à Ve siècles) et du haut Moyen Âge (Ve au Xe siècles), ainsi que des vestiges allant de la période gallo-romaine au XVIIe siècle.

### Moyen Âge
Linas durant le haut Moyen Âge possédait une église dédiée à saint Vincent.
Un document de 884 mentionne la translation de reliques de saint Merry de Paris à Linas.
En 936, Louis IV d'Outremer fonde l'abbaye Saint-Merry à Linas.
L'histoire de Linas est étroitement dépendante de celle de Montlhéry, depuis la création en 991 du château de Montlhéry, qui surplombe et domine le village de Linas. Linas joue le rôle de faubourg, au-delà des remparts de la ville de Montlhéry et de la porte Baudry.
En 1207, l'évêque de Paris Odon de Sully veut accroître le culte dans l'église Saint-Vincent de Linas (l'église de Linas, dédiée à saint Vincent, le sera finalement à saint Médéric sous le nom de Saint-Merry, après l'installation du chapitre à Linas). Il y installe des chanoines de la collégiale de l'église Saint-Marcel de Paris. Une collégiale est bâtie à Linas, dont il reste la base du clocher et une partie du chœur à chevet plat.
Subséquemment à l'installation des chanoines, c'est donc aussi au XIIIe siècle que la seigneurie de Linas, qui jusque-là était entièrement aux mains de seigneurs laïcs, fut partagée en trois seigneuries : celle de la Roue, qui a possédé des fiefs en commun avec l'ordre de Saint-Jean de Jérusalem ; celle de Guillerville, et celle du chapitre des chanoines du prieuré Saint-Merry,. Quelques anciens documents nomment le chapitre de cette collégiale « Monsieur Saint-Merry de Linas », faisant ainsi d'une communauté un seigneur à part entière et ce en accord avec ce que cette communauté représentait en droit féodal,.
La collégiale, seigneur ecclésiastique de Linas, n'a guère bénéficié de donations ; elle s'est pourvue de revenus principalement par des achats, sauf pour les prébendes données par l'évêché. Au XIIIe siècle, le temps est passé des grandes créations de monastères : les dons sont davantage dirigés vers les ordres mendiants et vers les pèlerinages et les croisades. En tant que seigneur ecclésiastique, le chapitre percevait le cens, et en tant qu'église, il percevait les dîmes. Bien souvent, les seigneurs laïcs avaient fait main basse sur les dîmes, et il était interdit d'en faire commerce. Une exception se fit là : le 18 juillet 1246, le pape Innocent IV autorise le chapitre à racheter les dîmes à des laïcs d'autres paroisses, sous condition de l'assentiment des curés et des diocésains et également sous condition de restituer ces dîmes aux diocésains si ceux-ci les réclament.
Il existait à Linas, comme dans de nombreux endroits du royaume, une léproserie, signalée déjà en 1161 dans une ordonnance de Renaud, évêque de Meaux, et qui apparaît encore dans une carte de l'archevêché de Paris de 1706. Cette carte montre que la léproserie se tenait le long de la voie romaine, au sud de Linas. Elle était une seigneurie ecclésiastique, répondant à l'évêque par l'intermédiaire d'un vicaire qui l'inspectait régulièrement. Les procès-verbaux de ces visites indiquent que la maladrerie de Linas, bien pourvue en propriétés de toutes sortes, était parmi les plus riches maisons.
Il existait autrefois à Guillerville une chapelle de Sainte-Catherine, dont les fondations ont été transférées à l'église Saint-Merry de Linas.

### Les Hospitaliers
Aucun titre de propriété de la commanderie du Déluge n'est identifié avant qu'elle ne devienne commanderie des Hospitaliers de l'ordre de Saint-Jean de Jérusalem. Il est possible que le domaine du Déluge fut vendu aux Templiers et devint une commanderie détachée de la paroisse de Saint-Wandrille. Elle est possiblement passée au XIIe siècle aux Hospitaliers et partiellement reconstruite aux XIVe et XVIIe siècles. En 1311, elle fut déclarée cédée à l’ordre canonial régulier du Saint-Sépulcre par l'association historique de Marcoussis.
Cette commanderie, qui a beaucoup souffert des guerres du XVe siècle, le chapitre provincial qui se tient à Paris en 1479 prend la décision d'en faire un membre du prieuré hospitalier de Saint-Jean de Latran.
La commanderie du Déluge possédait des propriétés à Beaudreville, à Marivaux, le Bison et le moulin de Francherel.
À Linas, il y avait aussi le membre de Linas qui faisait partie de la commanderie du Déluge. Le membre de Linas était la propriété de Jehan de Choisy, chevalier de Brunoy, qui vendit le tiers en avril 1303 aux Hospitaliers.

### Époque moderne

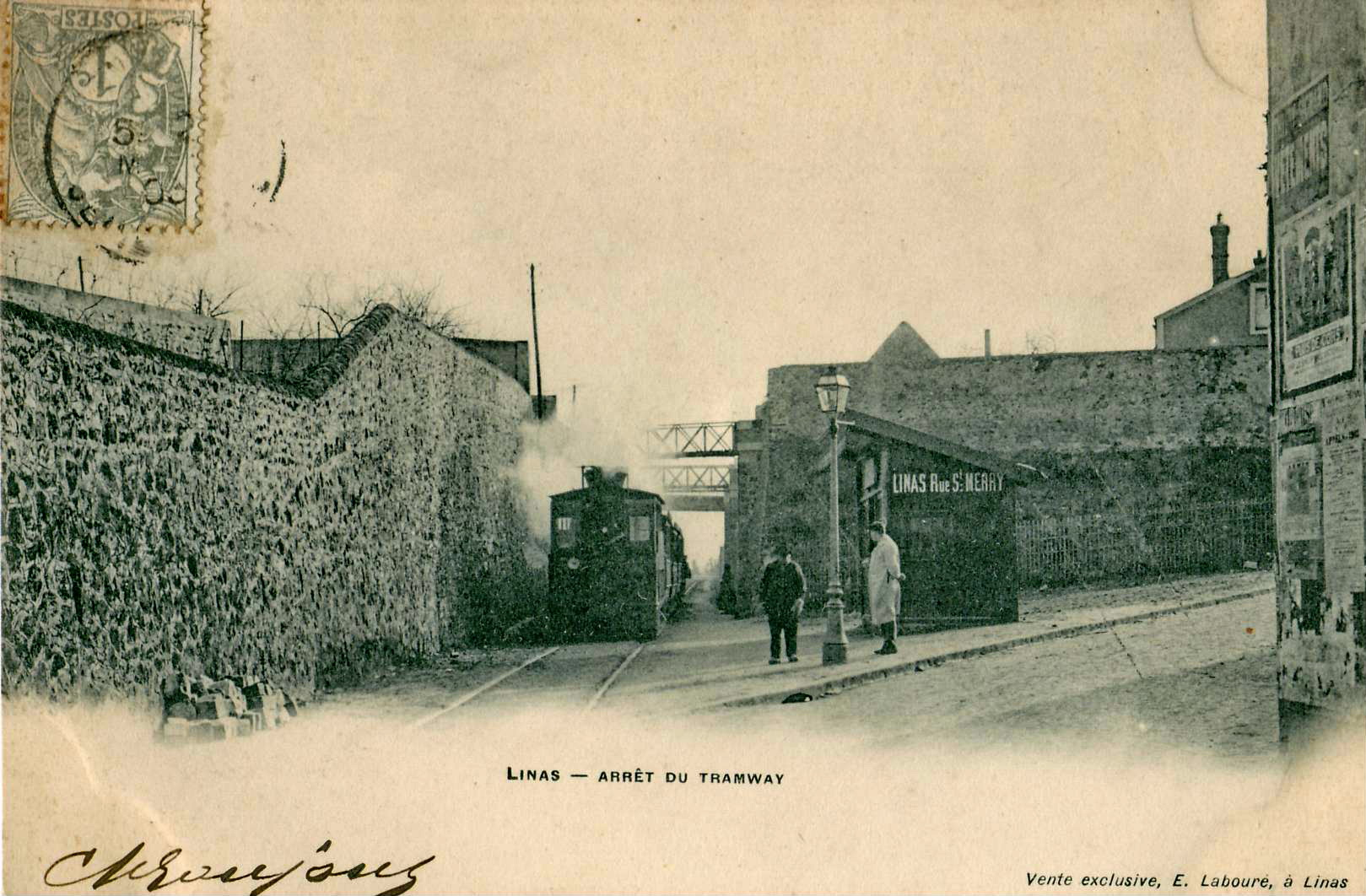
Le tramway à vapeur de l'Arpajonnais à son arrêt rue Saint-Merry.

La commune a formé un district, aujourd'hui dissout, avec la commune de Montlhéry, chef-lieu de canton.
Le caractère riverain de la route de Paris à Orléans (RN 20) a centré l'activité sur l'hébergement de voyageurs ou de transporteurs (relais de poste). Une activité de maraîchage, autorisée par la qualité des sols, stimulée par les besoins de la région parisienne proche, profitait largement du fumier laissé par les chevaux. La construction du chemin de fer entre Paris et Orléans amena la ruine des relais et la disparition des métiers artisanaux (tels que les maréchaux-ferrants).
Le XXe siècle voit la construction d'un anneau de vitesse de 2,5 km (1924) sur le territoire de la commune, complété ensuite d'un circuit routier de 6,5 km. Appelé « autodrome de Linas-Montlhéry », ce sera un haut-lieu de la compétition automobile, motocycliste et cycliste, en France comme dans le monde. La course des 1 000 kilomètres de Paris est emblématique de ses activités. Entre 1925 et 1939, 86 % des records mondiaux y sont battus. Dans les années 1930 et après-guerre, l'anneau de vitesse et le circuit routier sont utilisés pour des essais de prototypes, parfois dans le plus grand secret, notamment par Citroën, qui y a installé une station d'essai.
De novembre 1940 à avril 1942, l'autodrome fait fonction de camp d'internement pour des tziganes et des nomades, sous la direction notamment d'Edmond Bertaux ; les hébergements militaires servent aux prisonniers. Ce camp était « dans l'enceinte de l'autodrome », vraisemblablement situé à l'endroit qui accueille aujourd’hui le 121e régiment du train.
Raymond Gureme fait partie des internés, il s'échappe, est repris et rejoint de nouveau un camp, dont il revient. Grâce à une journaliste qui ouvre les archives, il écrit un livre témoignage citant ceux qui ne sont pas revenus, dont des enfants et des bébés : « Il y avait eu huit naissances dans le camp : six bébés sont morts de faim, les deux autres ont brûlé à Dachau. »
Au cours des années 1950, la route nationale 20 qui passait dans le centre du village a été déviée à l'ouest de l'agglomération.
Une petite partie des terrains de sport du Centre national du rugby de Marcoussis est sur la commune de Linas.

## Politique et administration

### Rattachements administratifs et électoraux
Rattachements administratifs
Antérieurement à la loi du 10 juillet 1964, la commune faisait partie du département de Seine-et-Oise. La réorganisation de la région parisienne en 1964 fit que la commune appartient désormais au département de l'Essonne et à son arrondissement de Palaiseau après un transfert administratif effectif au 1er janvier 1968.
Elle faisait partie de 1801 à 1967 du canton d'Arpajon de Seine-et-Oise. Lors de la mise en place de l'Essonne, elle intègre le canton de Montlhéry. Dans le cadre du redécoupage cantonal de 2014 en France, cette circonscription administrative territoriale a disparu, et le canton n'est plus qu'une circonscription électorale.
Rattachements électoraux
Pour les élections départementales, la commune fait partie depuis 2014 du canton de Longjumeau
Pour l'élection des députés, elle fait partie de la quatrième circonscription de l'Essonne.

### Intercommunalité
Linas était membre  depuis 2013 de la communauté d'agglomération Europ'Essonne, un établissement public de coopération intercommunale à fiscalité propre créé fin 2006.
Dans le cadre des dispositions de la Loi de modernisation de l'action publique territoriale et d'affirmation des métropoles (loi MAPTAM) du 27 janvier 2014, qui prévoit la généralisation de l'intercommunalité à l'ensemble des communes et la création d'intercommunalités de taille importante, notamment en Île-de-France afin d'équilibrer leurs relations avec la Métropole du Grand Paris, cette intercommunalité a fusionné avec la communauté d'agglomération du Plateau de Saclay pour former, le 1er janvier 2016, la communauté d'agglomération Paris-Saclay dont est désormais membre Linas.
En 2020, Linas est également membre du Forum métropolitain du Grand Paris, du syndicat intercommunal  de la région de Monthléry (SIRM) et du syndicat de l'Orge, de la Rémarde et de la Prédecelle (SyORP), qui sont des syndicats mixtes ou des syndicats intercommunaux, dépourvis de fiscalité propre et financés par des contributions de leurs membres.
La ville y est représentée par des conseillers municipaux.

### Tendances et résultats politiques
Élections présidentielles
Résultats des deuxièmes tours :
- Élection présidentielle de 2002 : 81,57 % pour Jacques Chirac (RPR), 18,43 % pour Jean-Marie Le Pen (FN), 84,67 % de participation[50].
- Élection présidentielle de 2007 : 61,06 % pour Nicolas Sarkozy (UMP), 38,94 % pour Ségolène Royal (PS), 87,35 % de participation[51].
- Élection présidentielle de 2012 : 55,14 % pour Nicolas Sarkozy (UMP), 44,86 % pour François Hollande (PS), 81,25 % de participation[52].

Élections législatives
Résultats des deuxièmes tours :
- Élections législatives de 2002 : 58,45 % pour Pierre-André Wiltzer (UMP), 41,55 % pour Marianne Louis (PS), 62,25 % de participation[53].
- Élections législatives de 2007 : 59,41 % pour Nathalie Kosciusko-Morizet (UMP), 40,59 % pour Olivier Thomas (PS), 56,55 % de participation[54].
- Élections législatives de 2012 : 50,73 % pour Nathalie Kosciusko-Morizet (UMP), 49,27 % pour Olivier Thomas (PS), 55,95 % de participation[55].

Élections européennes
Résultats des deux meilleurs scores :
- Élections européennes de 2004 : 21,16 % pour Harlem Désir (PS), 14,93 % pour Patrick Gaubert (UMP), 45,22 % de participation[56].
- Élections européennes de 2009 : 29,84 % pour Michel Barnier (UMP), 17,18 % pour Daniel Cohn-Bendit (Les Verts), 41,14 % de participation[57].

Élections régionales
Résultats des deux meilleurs scores :
- Élections régionales de 2004 : 51,31 % pour Jean-Paul Huchon (PS), 37,78 % pour Jean-François Copé (UMP), 66,64 % de participation[58].
- Élections régionales de 2010 : 53,68 % pour Jean-Paul Huchon (PS), 46,32 % pour Valérie Pécresse (UMP), 47,02 % de participation[59].

Élections municipales
- Élections municipales de 2020 dans l'Essonne : au second tour, cinq listes étaient en lice: Celle menée par Christian Lardière (DVD) remporte la majorité des voix, avec 42,26 % des suffrages exprimés, suivie par les listes de Ludovic Hertz (DVD, 25,87 %), Rui Matias (DVG, 14,63 %) — qui avait le soutien de l'ancien maire déclaré inéligible François Pelletant[60] —  Mireille Cuniot-Ponsard (DVG, 11,63 %) et d'Éric Fievet (5,62 %), l'abstention s'étant élevée à 59,36 %[61].

Référendums
- Référendum de 2000 relatif au quinquennat présidentiel : 76,52 % pour le Oui, 23,48 % pour le Non, 33,91 % de participation[62].
- Référendum de 2005 relatif au traité établissant une Constitution pour l'Europe : 49,58 % pour le Oui, 50,42 % pour le Non, 74,25 % de participation[63].

### Liste des maires
| Période                                  | Période                       | Identité                    | Étiquette            | Qualité |
| ---------------------------------------- | ----------------------------- | --------------------------- | -------------------- | --- |
| Les données manquantes sont à compléter. |                               |                             |                      | |
| 1789                                     | 1796                          | Pierre Divry                |                      | Directeur de poste |
| 1796                                     |                               | Simon Percheron             |                      | |
| Les données manquantes sont à compléter. |                               |                             |                      | |
| mars 1965                                | mars 1989                     | Roger Vuillemey (1921-2014) | DVD                  | Maire honoraire Conseiller général de Montlhéry (1967 → 1985) |
| mars 1989                                | juin 1995                     | M. Martin                   | DVD                  | |
| juin 1995                                | janvier 2020,                 | François Pelletant          | Cap21 puis UDI (NED) | Informaticien Conseiller général de Montlhéry (1998 → 2011) Démissionnaire à la suite d'une affaire judiciaire, jugé inéligible par la Cour de cassation jusqu'à fin 2022 |
| janvier 2020                             | juillet 2020                  | Pascal Waill                |                      | Directeur comptable à Pôle emploi |
| juillet 2020 ,                           | En cours (au 25 octobre 2022) | Christian Lardière          | LR                   | Chef d'entreprise |

### Distinctions et labels
En 2003, la commune a reçu le label « Mention Ville Internet ».

## Population et société

### Démographie

#### Évolution démographique
L'évolution du nombre d'habitants est connue à travers les recensements de la population effectués dans la commune depuis 1793. Pour les communes de moins de 10 000 habitants, une enquête de recensement portant sur toute la population est réalisée tous les cinq ans, les populations de référence des années intermédiaires étant quant à elles estimées par interpolation ou extrapolation. Pour la commune, le premier recensement exhaustif entrant dans le cadre du nouveau dispositif a été réalisé en 2004.

En 2022, la commune comptait 7 310 habitants, en évolution de +6,22 % par rapport à 2016 (Essonne : +2,89 %, France hors Mayotte : +2,11 %).
| 1793  | 1800  | 1806  | 1821  | 1831  | 1836  | 1841  | 1846  | 1851  |
| ----- | ----- | ----- | ----- | ----- | ----- | ----- | ----- | ----- |
| 1 372 | 1 271 | 1 250 | 1 220 | 1 313 | 1 245 | 1 197 | 1 187 | 1 128 |

| 1856  | 1861  | 1866  | 1872  | 1876  | 1881  | 1886  | 1891  | 1896  |
| ----- | ----- | ----- | ----- | ----- | ----- | ----- | ----- | ----- |
| 1 118 | 1 183 | 1 216 | 1 141 | 1 143 | 1 060 | 1 137 | 1 164 | 1 204 |

| 1901  | 1906  | 1911  | 1921  | 1926  | 1931  | 1936  | 1946  | 1954  |
| ----- | ----- | ----- | ----- | ----- | ----- | ----- | ----- | ----- |
| 1 229 | 1 228 | 1 170 | 1 141 | 1 270 | 1 308 | 1 278 | 1 184 | 1 408 |

| 1962  | 1968  | 1975  | 1982  | 1990  | 1999  | 2004  | 2006  | 2009  |
| ----- | ----- | ----- | ----- | ----- | ----- | ----- | ----- | ----- |
| 1 833 | 2 156 | 2 830 | 4 042 | 4 767 | 4 970 | 5 854 | 6 249 | 6 418 |

| 2014  | 2019  | 2022  | - | - | - | - | - | - |
| ----- | ----- | ----- | - | - | - | - | - | - |
| 6 766 | 6 842 | 7 310 | - | - | - | - | - | - |

#### Pyramide des âges
En 2018, le taux de personnes d'un âge inférieur à 30 ans s'élève à 40,2 %, soit au-dessus de la moyenne départementale (39,9 %). À l'inverse, le taux de personnes d'âge supérieur à 60 ans est de 18,5 % la même année, alors qu'il est de 20,1 % au niveau départemental.
En 2018, la commune comptait 3 460 hommes pour 3 353 femmes, soit un taux de 50,79 % d'hommes, légèrement supérieur au taux départemental (48,98 %).
Les pyramides des âges de la commune et du département s'établissent comme suit.
| Hommes | Classe d’âge | Femmes |
| ------ | ------------ | ------ |
| 0,5    | 90 ou +      | 0,5    |
| 4,6    | 75-89 ans    | 5,8    |
| 12,1   | 60-74 ans    | 13,5   |
| 20,6   | 45-59 ans    | 20,7   |
| 19,5   | 30-44 ans    | 21,8   |
| 21,4   | 15-29 ans    | 18,4   |
| 21,3   | 0-14 ans     | 19,3   |

| Hommes | Classe d’âge | Femmes |
| ------ | ------------ | ------ |
| 0,5    | 90 ou +      | 1,4    |
| 5,4    | 75-89 ans    | 7,2    |
| 12,9   | 60-74 ans    | 13,9   |
| 20     | 45-59 ans    | 19,4   |
| 19,9   | 30-44 ans    | 20,1   |
| 20     | 15-29 ans    | 18,2   |
| 21,3   | 0-14 ans     | 19,8   |

### Enseignement
Les élèves de Linas sont rattachés à l'académie de Versailles.
En 2010, la commune dispose de l'école primaire des Sources.
Au-delà de l'enseignement primaire, les élèves peuvent poursuivre leur scolarité au collège public Paul-Fort à Montlhéry, puis soit au lycée public Edmond-Michelet à Arpajon, soit au lycée Corot de Savigny-sur-Orge. Il existe également des collèges et lycées privés.

### Santé
Les hôpitaux les plus proches[Quand ?] sont ceux d'Arpajon et de Longjumeau, la clinique La Fontaine à Brétigny-sur-Orge et l'hôpital privé du Sud Francilien (ex-clinique des Charmilles) à Arpajon.

### Sports
Le centre national du rugby, centre de formation et d’entraînement de la Fédération française de rugby, est implanté entre Linas et Marcoussis.

### Manifestations culturelles et festivités
- Loto de la Caisse des écoles : 1er vendredi de février à l'espace Carzou. Ce loto est organisé par la Caisse des écoles de Linas.
- Carnaval de Bineau : début avril, samedi après-midi (centre-ville et parc de la Source). Le défilé de Bineau est une coutume de la région. Les enfants défilent dans le centre-ville de Linas avec Bineau. Ensuite, Bineau est brûlé dans le parc de la Source.
- Fête de la peinture (généralement en mai).
- Fête de Linas : dernier week-end de juin. Elle est couplée avec la fête des enfants des centres de loisirs. Elle se déroule dans le centre-ville, elle se compose d'une brocante, d'une fête foraine, d'animations festives et se termine par un feu d'artifice tiré de la mairie.
- Spectacle Son et Lumière : 13 juillet à partir de 22 h 30 au COSOM de Linas. La troupe du 14-Juillet organise chaque année un spectacle son et lumière sur un thème différent.
- Fête des associations : 1er dimanche de septembre de 14 h à 18 h , place de la Mairie. Cette fête regroupe le 1er dimanche de septembre une grande partie des associations linoises. Plusieurs démonstrations sportives et culturelles se déroulent sur le podium durant cet événement.
- Salon des plaisirs d'aiguille : 1er week-end d'octobre à l'espace Carzou, salle de la Lampe et salle de la Châtaigneraie. Ce salon regroupe les passionnés de broderie. Deux jours des démonstrations de brodeuses, des stands pour acheter du matériel, des expositions de travaux réalisés par l’association Linas Point de Croix et les exposants. Entrée payante.
- Carrefour des arts : dernier week-end de novembre à l’espace Carzou. Le Carrefour des Arts est une exposition de peintres et sculpteurs sélectionnés en amont par l’association du Carrefour des Arts. Chaque année pour le salon, l’association du Carrefour des Arts reçoit un invité d’honneur. Le fil rouge (un métier d’art) est présenté chaque année lors de cette exposition.
- Marché de Noël : 1er week-end de décembre sur la place de la Mairie. Une quarantaine d’exposants propose différents produits artisanaux.

### Lieux de culte

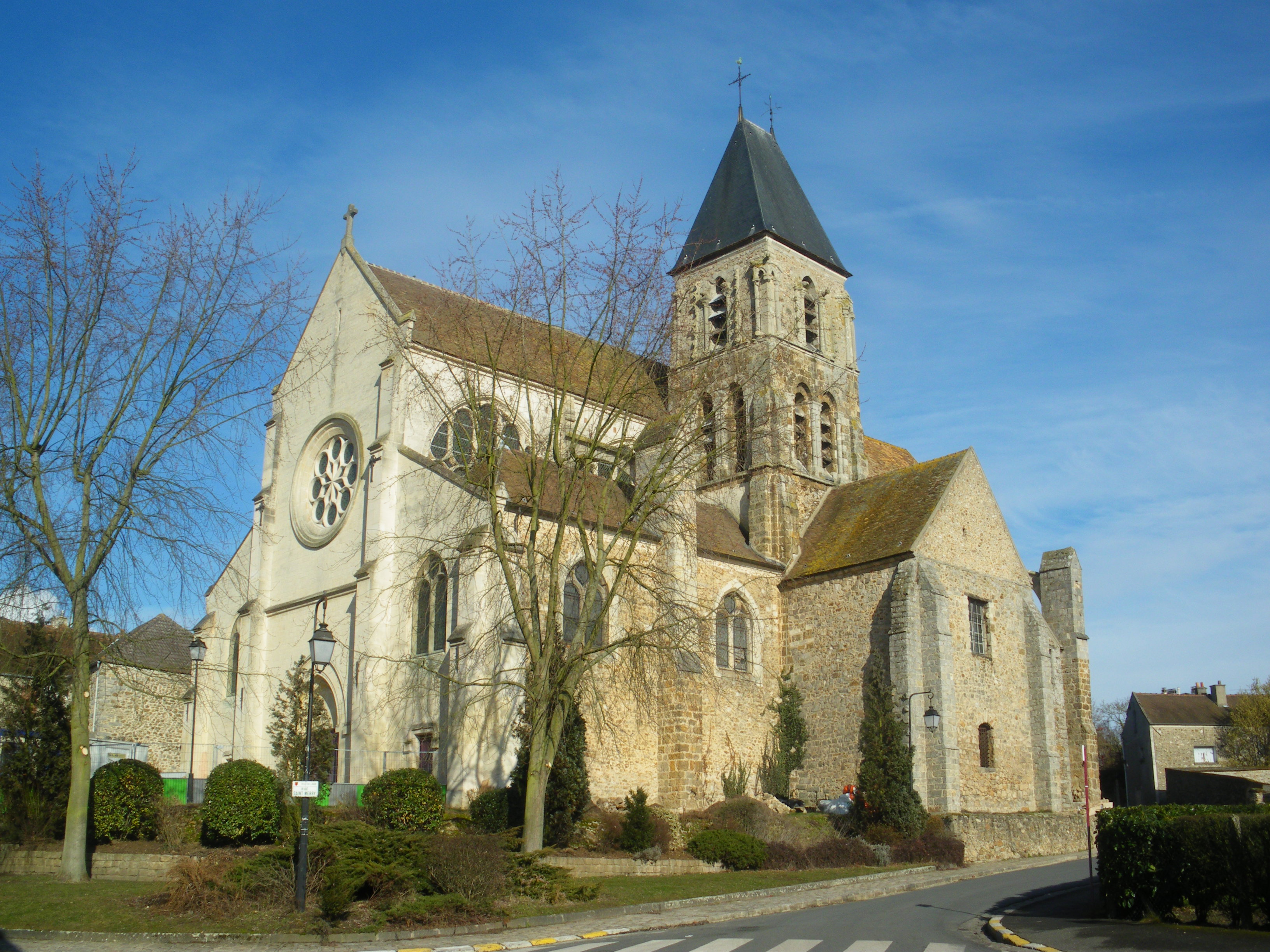
L'église Saint-Merry.

La  paroisse catholique  de Linas est rattachée au secteur pastoral de Montlhéry-Longpont et au diocèse d'Évry-Corbeil-Essonnes. Elle dispose de l'église Saint-Merry.

### Médias
L'hebdomadaire Le Républicain relate les informations locales. La commune est dans le bassin d'émission des chaînes de télévision France 3 Paris Île-de-France, IDF1 et Téléssonne intégré à Télif.
La commune est le lieu de diffusion de RadioLSL, radio destinée à une population jeune diffusant de la musique généraliste en continu, ainsi que de LinasJazz, webradio diffusant du jazz et des informations locales 24h/24[réf. nécessaire].

## Économie
Le taux de chômage à Linas est de 8,3 %[Quand ?]. Les revenus moyens sont très nettement au-dessus de la moyenne nationale avec 22 377 €/an. Le prix de l'immobilier est légèrement au-dessus de la moyenne nationale avec 3 362 € le mètre carré en vente et 15,38 € le mètre carré en location[Quand ?].

### Emplois, revenus et niveau de vie en 2007
En 2007, le revenu fiscal médian par ménage était de 23 184 €, ce qui plaçait Linas au 1 188e rang  parmi les 30 714 communes de plus de 50 ménages en métropole.
| Répartition des emplois par catégories socioprofessionnelles en 2006. |              |                                           |                                                   |                            |                          |                           |
|                                                                       | Agriculteurs | Artisans, commerçants, chefs d’entreprise | Cadres et professions intellectuelles supérieures | Professions intermédiaires | Employés                 | Ouvriers                  |
| Linas                                                                 | 0,0 %        | 14,0 %                                    | 11,4 %                                            | 28,0 %                     | 25,0 %                   | 21,6 %                    |
| Zone d’emploi d’Orly                                                  | 0,1 %        | 4,6 %                                     | 15,2 %                                            | 27,8 %                     | 30,3 %                   | 22,1 %                    |
| Moyenne nationale                                                     | 2,2 %        | 6,0 %                                     | 15,4 %                                            | 24,6 %                     | 28,7 %                   | 23,2 %                    |
| Répartition des emplois par secteurs d’activités en 2006.             |              |                                           |                                                   |                            |                          |                           |
|                                                                       | Agriculture  | Industrie                                 | Construction                                      | Commerce                   | Services aux entreprises | Services aux particuliers |
| Linas                                                                 | 0,7 %        | 12,3 %                                    | 12,4 %                                            | 18,2 %                     | 15,6 %                   | 8,9 %                     |
| Zone d’emploi d’Orly                                                  | 0,5 %        | 8,1 %                                     | 7,2 %                                             | 15,0 %                     | 14,3 %                   | 6,3 %                     |
| Moyenne nationale                                                     | 3,5 %        | 15,2 %                                    | 6,4 %                                             | 13,3 %                     | 13,3 %                   | 7,6 %                     |
| Sources : Insee,                                                      |              |                                           |                                                   |                            |                          |                           |

## Culture locale et patrimoine

### Patrimoine environnemental
La commune a été récompensée par une fleur au concours des villes et villages fleuris.
Les bois à l'est du territoire communal ont été recensés au titre des espaces naturels sensibles par le conseil départemental de l'Essonne.

### Patrimoine architectural
- La mairie.

La mairie telle qu'elle fut construite en 1846 ne différait pas fondamentalement du bâtiment actuel (bâtiment moins haut, toit nu et sans ouvertures). C'est en 1902, sous le mandat d'Ernest Pillon, que la mairie acquiert son aspect moderne. L'école déménage dans de nouveaux locaux, la partie gauche se transforme en une salle de réunion et les bureaux sont aménagés sur la droite du bâtiment. Dès lors, n'interviendront que peu de modifications jusqu'en 1973, année où la mairie fait peau neuve. Les services administratifs de la mairie comptent à cette époque trois personnes ; ils s'accroissent notablement. Le premier étage de la mairie accapare de nouveaux bureaux, au détriment des logements des instituteurs.
- L'église Saint-Merry.

Les premières mentions écrites qui font état de la paroisse et de l'église de Linas datent de 936 (une petite abbaye de laquelle dépendent vingt ménages au village de Linas). Le nom de Saint-Merry viendrait quant à lui du fait que l'abbaye aurait reçu de Saint-Merry de Paris quelques reliques du saint à la suite de la translation de son corps en 884. Elle devient par là même une église de pèlerinage. Les sources deviennent plus précises à partir du XIIIe siècle, époque à laquelle l'église devient une collégiale. La reconstruction de l'église aurait eu lieu dans le courant du XIIIe siècle. Au XVIe siècle, après les destructions de la guerre de Cent Ans, le chœur de l'édifice est remanié et très largement reconstruit. Au milieu du XIXe siècle, l'église tombant en ruine est démolie puis reconstruite sur le style du chœur. L'église a été classée aux monuments historiques le 5 octobre 1918. Le clocher de l'église Saint-Merry des XIIe et XIIIe siècles a été classé aux monuments historiques le 5 octobre 1928.
L'autodrome de Linas-Montlhéry, construit en 1924 par l'architecte Raymond Jamin, a reçu le label « Patrimoine du XXe siècle ».
- Le château de la Roue

### Chemin de Saint-Jacques de Compostelle
La variante par Orléans de la Via Turonensis passe par Linas, en venant de Longpont-sur-Orge.

### Personnalités liées à la commune
- le rappeur français Kaaris (1980-) y réside.

Sont morts à l'autodrome: 
- l'Italien Antonio Ascari (1888-1925), durant le Grand Prix de France ;
- le Suisse Benoît Musy (1917-1956), durant la Coupe du Salon ;
- le Français Henri Oreiller (1925-1962), durant la Coupe du Salon.

### Héraldique et logotype

Logo.

| Blason de Linas | Blason  | De gueules à la crosse d'or senestrée d'une palme de sinople, accompagnée d'une étoile d'argent au point du chef. |
| Blason de Linas | Détails | La commune s'est en outre dotée d'un logo.                                                                        |

### Linas dans les arts et la culture
- L'autodrome de Linas-Montlhéry a servi de lieu de tournage pour les films Romance à trois de Roger Richebé sorti en 1942, Un homme et une femme de Claude Lelouch sorti en 1966, Les Aventuriers de Robert Enrico sorti en 1967, Les Galets d'Étretat de Sergio Gobbi sorti en 1972[90], Bernie d'Albert Dupontel sorti en 1996[91].